# Jean Attali
Pour les articles homonymes, voir Attali.
 (mars 2023).
Si vous disposez d'ouvrages ou d'articles de référence ou si vous connaissez des sites web de qualité traitant du thème abordé ici, merci de compléter l'article en donnant les références utiles à sa vérifiabilité et en les liant à la section « Notes et références ».
Jean Attali, né le 17 juillet 1937 à Casablanca, au Maroc et mort le 31 janvier 2023 à Machecoul, est un peintre, sculpteur et graveur français.

## Biographie
Enfant, il va à l'école avec sa boîte de couleurs et s'installe au fond de la classe pour dessiner. En 1956, il arrive à Paris où il vit depuis. De 1956 à 1958, il fait son service militaire en Algérie.
Sa première exposition en France a lieu en 1960, année où il gagne le premier prix de peinture de la ville d'Annemasse. Il installe, au 18 rue Saint-Antoine, son « Atelier utile et à tout faire » et forme des graveurs et des imprimeurs, parmi lesquels Claude Raimbourg. Il pratique la gravure depuis 1963 et devient membre fondateur de la Biennale internationale de l’estampe.
De 1970 à 1980, il milite pour la défense des droits des artistes au sein du Front des artistes plasticiens. Depuis 1975, il organise des expositions pédagogiques et didactiques sur les techniques de la gravure. En 1982, il crée l'Association pour le développement de l'estampe et la multiplication de l'image.

## Expositions (sélection)

### Expositions collectives
- 1965-67 : Biennale de Paris
- 1967 : 

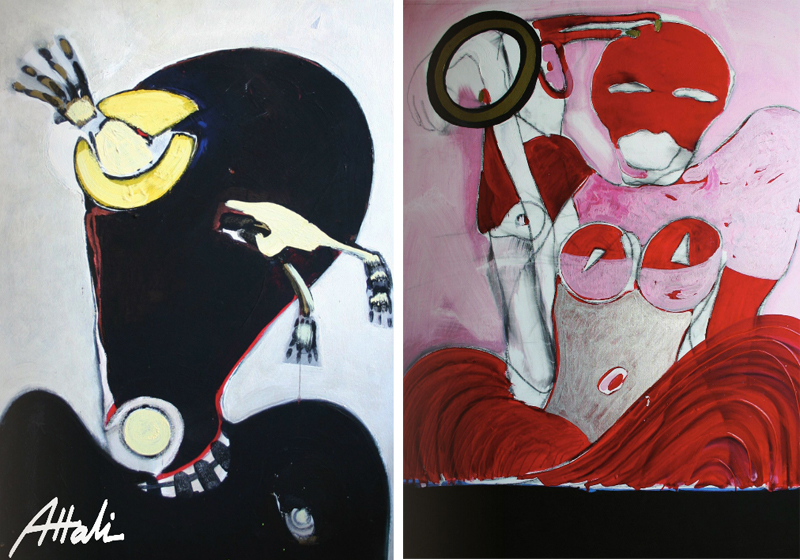
Peintures de Jean Attali.

  - Galerie Jacqueline Ranson, Paris
  - Exposition « Attali », Galerie Solstice, Paris
- 1968 :
  - Première Biennale Internationale de l’Estampe, Paris
  - Biennale Gravure, Tokyo
  - Galerie Mudo, Tokyo
  - Galerie Contour, Bruxelles
- 1969 :
  - Biennale Internationale de Gravure, Madrid
  - Exposition des acquisitions nouvelles à la Bibliothèque nationale, Paris
  - American Center, Paris
- 1970 : 
  - Salon de Mai, Gravure et Peinture, Paris
  - Exposition « Cent peintres dans la ville », Montpellier
  - Galerie du Port « Estampes, dessins, et collage », Rolle en Suisse
  - « L’art contemporain au Marais », hôtel de Savourny, Paris
  - Deuxième biennale internationale de l’estampe, Paris
- 1982 : « Gravure actuelle et Gustave Doré » centre culturel, Montrouge
- 1984 :
  - Exposition collective de l’ADEMI – Maison pour tous, Courbevoie
  - « Press Papier » à l’initiative de l’association « Estampe du Rhin », Strasbourg
- 1987 : Salon d’art contemporain Marcel Pouvreau, Dammarie-les-Lys
- 1996 : Exposition itinérante « De l’autre Côté du Voyage » pour aborder les problèmes de prévention à la drogue, à l’initiative de l’association « Douanes Rhône Alpes Leman Solidarités »
- 1997 : Expo-vente des membres de l’HDAM, « l’Hôtel-Dieu, l’art et la médecine », et des artistes de l’atelier Attali au profit des patients démunis, Paris
- 1999 : « La vie en Pop » Galerie Seine 51, Paris
- 2004 : Exposition « Tous Ego », Ivry-sur-Seine
- 2005 : Mac 2000, Paris
- 2014 : « Jambes en l'air », avec Anne Van der Linden, Ivry-sur-Seine

### Expositions particulières
- 1965 :
  - Galerie le Soleil dans la Tête, Paris
  - Galerie Valérie Schmidt, Paris
- 1967 :
  - « Attali » Galerie Solstice, Paris
  - Galerie Musarion – Bâle
- 1970 : Galerie le vent dans les pages, Brives
- 1970-73 : Pour IBM : - Danemark, Finlande
- 1986 : Festival de la Francophonie, Eymoutiers
- 1987 :
  - Salon du vieux papier : Les techniques de gravures, Paris
  - Premier salon national du livre, Melun
  - Festival du Verbe et de la Création, Le Mée 77
- 1989 : « Attali » Hôtel de Ville, Savigny le temple
- 1995 :
  - « Peinture ! » - Galerie Laurent Strouk, Paris
  - Exposition collective « Carte blanche à Jean Attali » Galerie de l’Avenir, Viroflay
- 1996 : « Œuvres récentes » - Galerie Castaud & Gaillard, Paris
- 2000 : « Œuvres récentes » - Galerie Sans Nom, Paris
- 2000 à 2002 : « Peintures » - Galerie Laurent Strouk, Paris
- 2011 :
  - « Quelques histoires d’amour », Galerie Dock Sud, Sète
  - « Amoureuse-Peintures », chez Marc Attali, Paris

### À la galerie Jean Attali
- 1989 :
  - « Gravures sur bois – Gravures en relief », expo-démonstrations
  - « Le Noël d’Attali », Foire aux œuvres et aux vieux papiers
- 1990 :
  - Exposition collective « L’unique et le multiple » Attali, David Chambard, Tony Soulié, Ferle, Guérin, Tromeur…
  - Exposition de Monique Josse et Jean Attali
- 1991 : Exposition « Le Baiser »
- 1992 :
  - Performance « Arrêtez de faire les cons, on sonne à la porte » Jean Attali et Robert Combas
  - Exposition « Ferle »
- 1993 : Exposition « Affiches de peintres(s) – A fish de peintre »
- 1994 :
  - Performance « Les copains d’Abord !! » Jean Attali, Robert Combas, Olivier Techer, Geneviève Boteilla
  - Exposition collective des artistes de la Galerie Attali « En action » - Grand Marché de l’Art Contemporain, Paris
  - Exposition « Time for… » Œuvres de Marco Topolino
  - « Paris N-Y » David Chambard, Tony Soulié, Jean Attali

### À l’atelier Jean Attali
- 1962-82 : Attali – Gravures : exposition-démonstration permanente.
- 1983 : Attali – Encres.
- 1990 : « Monique Josse et Jean Attali se livrent » : des livres de la gravure aux collages.
- 1994 :
  - Exposition « Frans Masereel »
  - Projections du film d’animation « l’Idée » de Berthold Bartosch et Frans Masereel
- 1995 : « Robert Combas- Tatouages Académiques, nouveaux dessins »
- 1996 : Exposition collective « Exposition secrète », Attali, Paella Chimicos, Chambard, Lecouvreur, Castafiore Bazooka, Monsieur X
- 1998 : Les Noëls de l’Atelier, exposition collective : « Xème Noêl de l’Atelier-Galerie »
- 1999 :
  - Exposition « Miss.Tic et Paella Chimicos s’affichent »
  - « Miss.Tic et Paella Chimicos chez Attali : Poëtes vos papiers »
- 2000 :
  - « Paris vendu Paris-Kapitole » Miss.Tic et Paella Chimicos s’affichent
  - Noël de l’Atelier : « les Artistes de la Galerie et les Anonymes »
- 2001 : 
  - « Initiation à la taille douce et aux techniques de la gravure », avec le concours de Caro Bouyer, Graveur-imprimeur
  - Exposition « Paella Chimicos – rue » Sérigraphies
  - Noël de l’Atelier : « Du Beau, du Bon, du Bonheur : Jean Attali, Dominique Cassegrain et leurs amis »
- 2002 : Noël de l’Atelier : « Coccinelles »
- 2003 : Noël de l’Atelier : « Tirés à 4 épingles »
- 2011 : 
  - « Quelques histoires d’amour », Galerie Dock Sud, Sète
  - « Amoureuse-Peintures », chez Marc Attali, Paris
- 2017 :
  - « Attali s’expose », Galerie Mickael Seksik, Paris

## Collections publiques
- Musée d'art moderne de la ville de Paris
- Bibliothèque nationale de France, cabinet des estampes, Paris
- Musée d'art et d'histoire de Genève, cabinet des estampes